# Cicadas (Binong)
Cicadas is een bestuurslaag in het regentschap Subang van de provincie West-Java, Indonesië. Cicadas telt 4293 inwoners (volkstelling 2010).